# Kovinskost

V astronomiji je kovinskost uporabljena za opis pogostosti elementov, ki so težji od vodika in helija. Večina fizikalne materije v vesolju je v obliki vodika in helija, zato uporabljajo astronomi krajši pojem "kovine" raje kot "vsi elementi razen vodika in helija". Uporaba je drugače in neenako uporabljena kot fizikalna definicija trdne kovine. Na primer zvezde in meglice z veliko pogostostjo dušika, kisika in neona so imenovane "bogate s kovino", čeprav to v kemiji sploh niso kovine.